# デイヴ・ムステイン
デイヴ・ムステイン（Dave Mustaine、1961年9月13日 - ）は、アメリカ合衆国出身のロックミュージシャン、シンガーソングライター。
ヘヴィメタル・バンド「メガデス」の主宰として知られる。スラッシュメタルを通じたテクニカルな音楽スタイルの発展に大きく寄与し、同グループを世界的な成功に導いた。
身長183cm。約6フィートである。

## 来歴

### 生い立ち
1961年9月13日、米国カリフォルニア州サンディエゴ郡ラ・メサにて生まれる。家庭の問題から15歳で実家を離れ、マリファナを売ることで生計を立てる。また、当時のガールフレンドが勤務先のレコード店から盗んだレコードと自分のマリファナを交換することでハードロック、ヘヴィメタル、ハードコア・パンクなどの音楽に触れる。ギターを本格的に弾き始めたのもこの頃で、「パニック」というバンドに参加し音楽活動を始める。

### メタリカ
1981年、ロサンゼルスの地元紙『リサイクラー』にてリードギタリストを募集していた「メタリカ」に加入。リード・ギタリストとしてのみならず、メイン・ソングライターとして、バンドに多大な貢献をした。
　その一方で、ラーズ・ウルリッヒとは、共通の音楽的趣向をもちつつも、互いの強烈な個性がぶつかり合い、しばしば葛藤を抱え、緊張状態に陥った。また、当時、バンド全体が陥っていたドラッグとアルコールの問題もあり、(ムステインは、自分は酔うと怒りっぽくなり、好ましくないタイプの酔っぱらいだった、と振り返っている)彼自身が状況を把握できていないうちに、バンド内で孤立を深めていった。(出典『Mustaine: A Heavy Metal Memoir』It Books 2010年)。特に当時のベーシスト、ロン・マクガヴニーとは反りが合わず確執が生まれ、結果的にロンをバンドから追い出してしまった。
　1983年4月11日、「メタリカ」はファースト・アルバムのレコーディングのためにニューヨークへ向かうが、現地に着くとメンバーはムステインに解雇を宣告。強制的に荷物をまとめさせると、ロサンゼルス行きのバスに押し込んだ。後にムステインはこの解雇が親の死より辛い出来事であったと語っている。

### メガデス

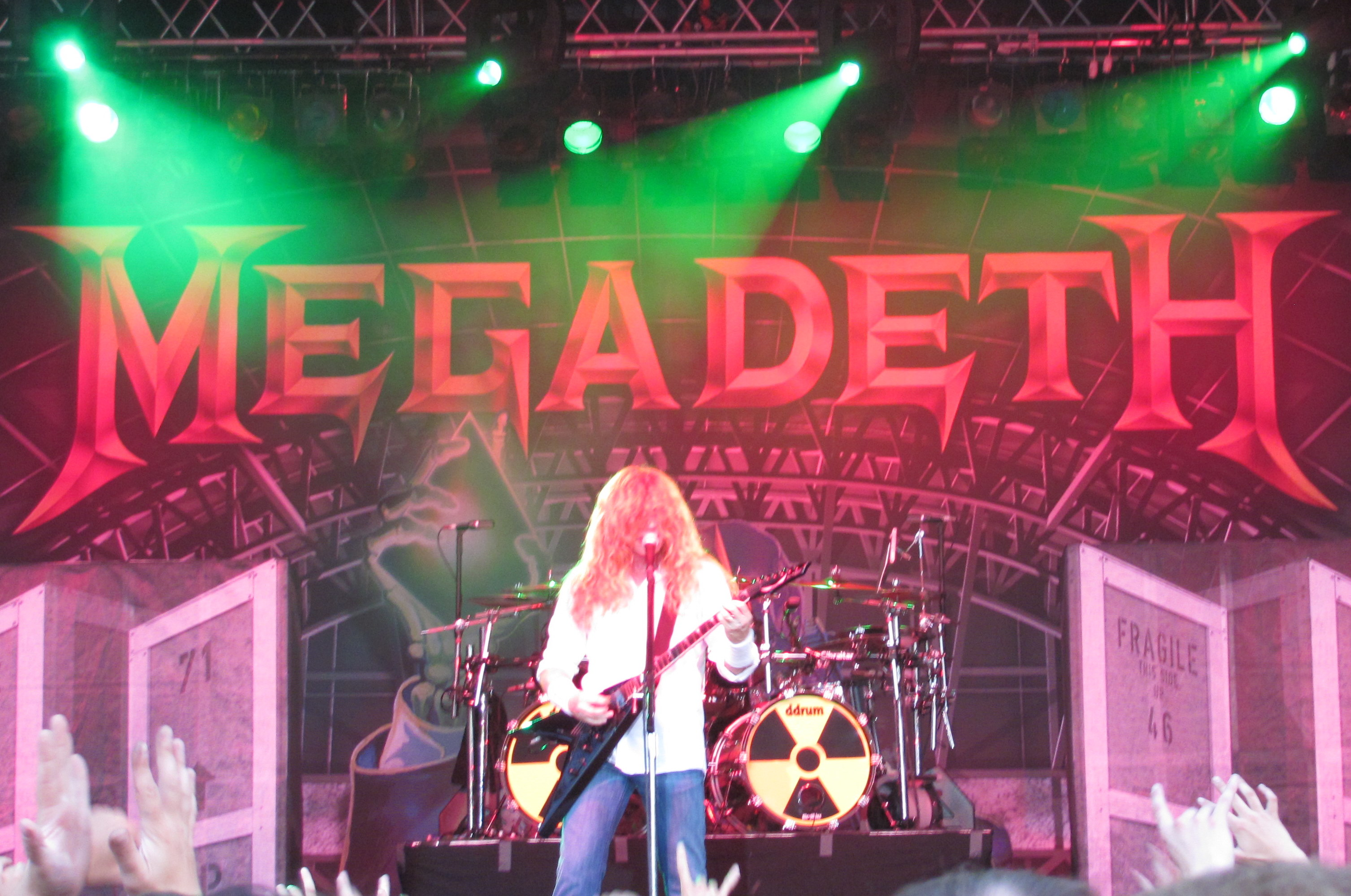
メガデス - エストニア公演 (2010年)

失意の中ロサンゼルスに戻ったムステインは、メタリカを見返すため彼らを越えるバンドを作ることを決意。同じアパートの下の階に住んでいたデイヴィッド・エレフソンとの出会いがきっかけとなり（エレフソンが夜中までベースを弾いていた事に腹を立てたムステインが、植物の鉢を窓から投げ捨ててエアコンを壊したことがファーストコンタクトだった）、1983年に「メガデス」を結成。オーディションを重ねても適任者が見つからなかったため、自身がギターを弾きながらヴォーカルを担当することになった。
1985年に『キリング・イズ・マイ・ビジネス』でデビュー。翌年にはメジャー・レーベル「キャピトル・レコード」から『ピース・セルズ…バット・フーズ・バイイング?』を発表。続く1987年には最初のワールド・ツアーを行うなど、徐々に成功の道を歩み始める。1988年には「アイアン・メイデン」「キッス」と共に『モンスターズ・オブ・ロック』への出演を果たした。その一方でアルバムを発表するごとにメンバーを解雇したり、薬物依存症治療施設への入所を繰り返したりするなど、周辺のトラブルに事欠かなかった。
「メガデス」の人気は1990年発表の4作目『ラスト・イン・ピース』で頂点に達し、リードギタリストにマーティ・フリードマンを加えたことでメンバーも固定化された。1990年から1995年まで6年連続でグラミー賞の「ベスト・メタル・パフォーマンス」にノミネートされるなど、一流アーティストとしての地位を不動のものとした。私生活でも1991年に結婚、1998年には娘が産まれている。

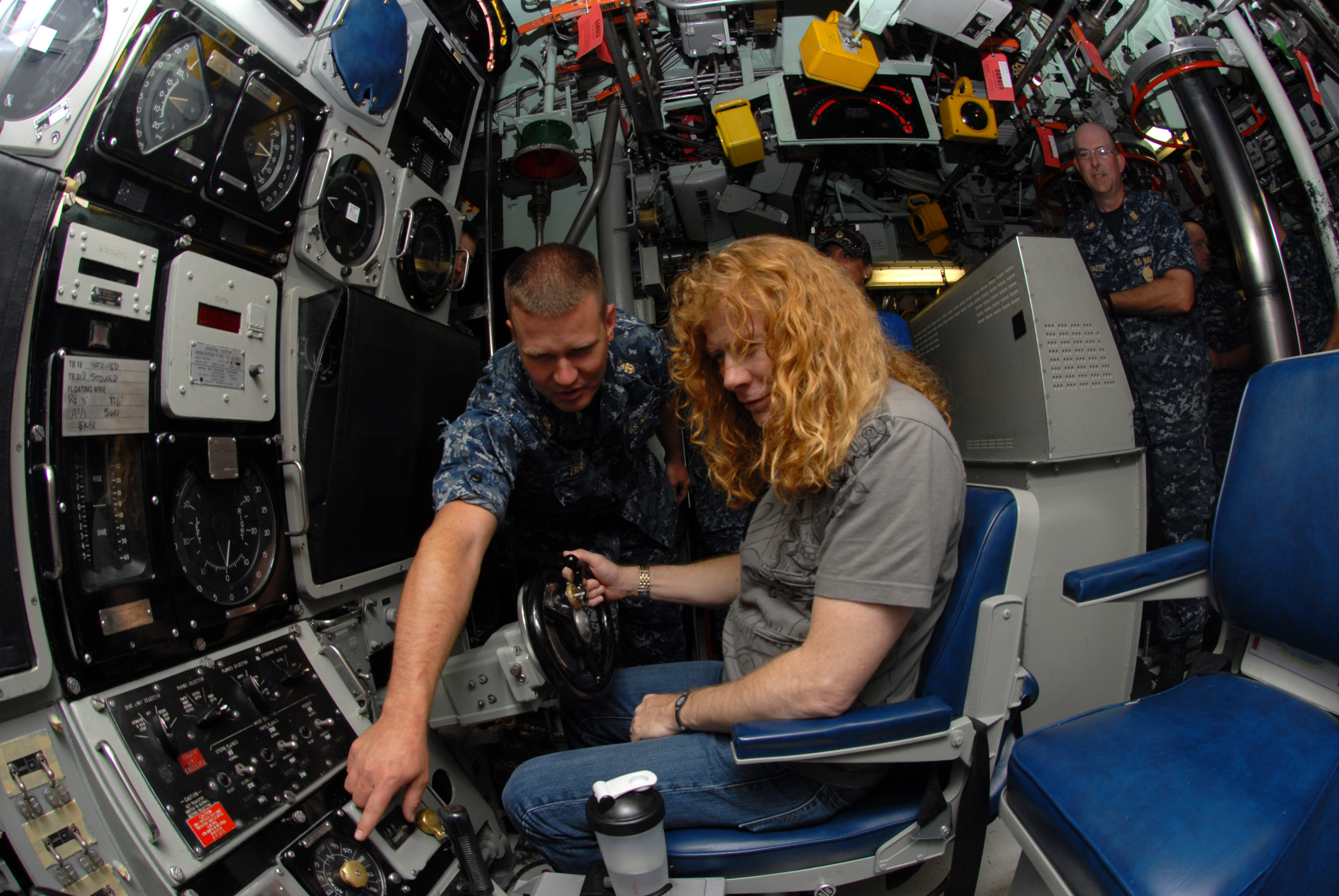
U.S.海軍施設にて（2011年）

ところが、2002年に左手の橈骨神経を痛めたことを理由に「メガデス」からの脱退を発表し、突然音楽活動を休止した。ある医師からは二度とギターを弾けないとも言われるほどの怪我だったが、理学療法により回復。また、療養中にクリスチャンになった。
2004年より「メガデス」としての音楽活動を再開。2010年には「メタリカ」「スレイヤー」「アンスラックス」と共に“BIG4（スラッシュメタル四天王）″として共演を果たし、長年にわたって確執のあったメタリカのメンバーとも和解した。
2019年、咽頭がんの発症を公表。今後のスケジュールの大半を白紙にし、治療に専念しながら作品の制作は継続していたが、翌2020年1月から現場に復帰した。

### サイドプロジェクト
1996年に「MD.45」というサイドプロジェクトで活動を行い、アルバム一枚を発表した。
2011年には元「アンスラックス」のギタリストであるダン・スピッツと共にレコーディングを行っていることが報じられた。

### 人柄
若い頃には用いる語彙が非常に荒いことが多く誤解されがちであったが、本人に悪意はない。音楽評論家の有島博志が初対面の際に笑顔で握手の挨拶を試みたところ、「ファック・ユー」の一言で素通りした裏話がある。しかし翌日からは有島を友達として友好的に迎えている。またその数年後に有島が交通事故に遭い不慮の大怪我を被った際は友人として大変な心配に及んだ模様で、LAから入院先までなんとか電話で連絡したいと関係者に働きかけた。
初めて妻にメルセデス社の車を購入した際もファンやプレスに露呈しないよう配慮していた事実からも、本人にはイメージ戦略的な思惑があってのそれらの行動であったと思われる。
近年はブラジリアン柔術を楽しんでいる様子がInstagramでもうかがえ、2021年には紫帯に昇格している。
手羽先の唐揚げ「世界の山ちゃん」が大好物である。

## 使用機材
主に、Vシェイプ型を長年に渡って使用している。
「メタリカ」時代を含めキャリア初期においてはB.C.リッチのBichの10弦モデルをメインに使用していた。通常の6弦ギターに4本の副弦を張れるタイプの特殊なギターであったが、副弦は張らず、通常の6弦ギターとして愛用していた。
1986年から『ジャクソン』に乗り換え、「ラット」のロビン・クロスビー（通称King）が使用していた「キングV」を元に自身のモデル「KV1」を製作した。
2003年からは『ESP』とエンドース契約を締結。同社の協力の下で2004年に「ESP DV8」、2005年に「ESP Axxion」を製作、販売した。
2006年12月に『Dean』との契約を発表。同社が製作した自身のシグネチャーモデル「VMNT」および「Zero」を使用している。
2021年2月、老舗メーカー『ギブソン』グループと契約。Vシェイプの元祖フライングVをはじめ、エピフォンやクレイマーなど傘下のブランドも使用。

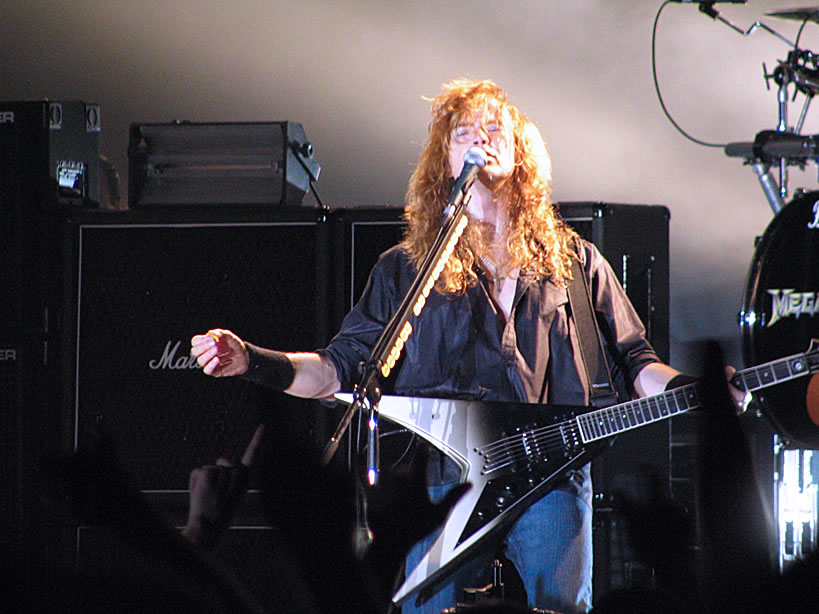
ESP「DV8」シグネチャーモデル (2005年)
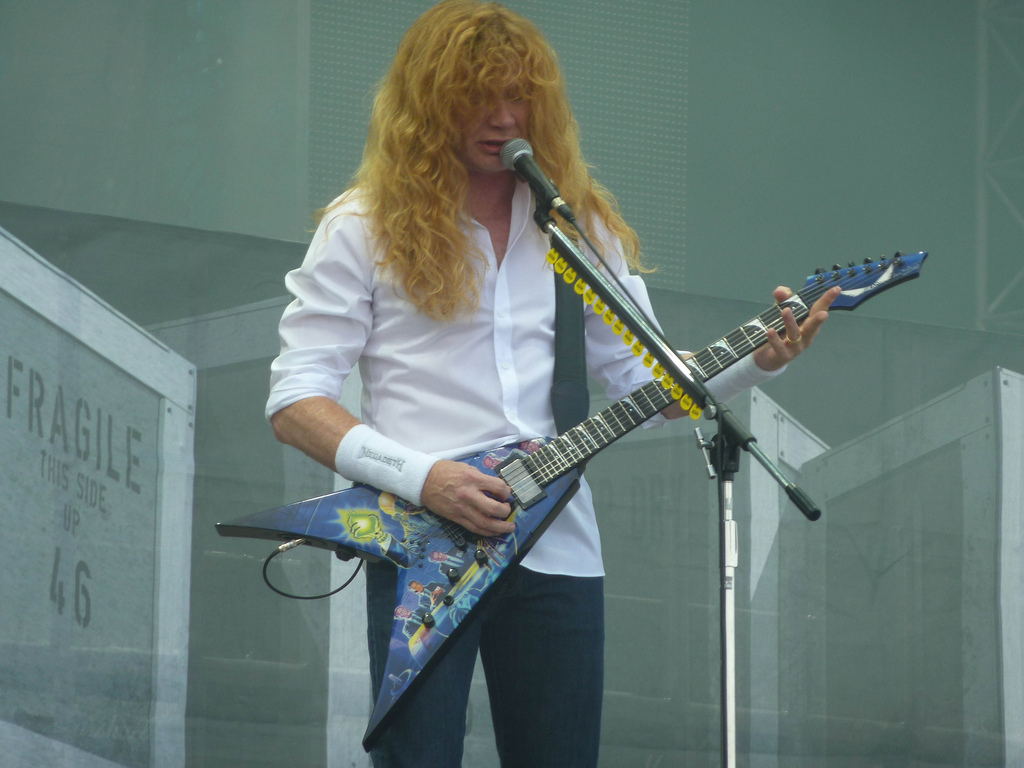
Dean「VMNT」Rust In Peaceモデル (2010年)
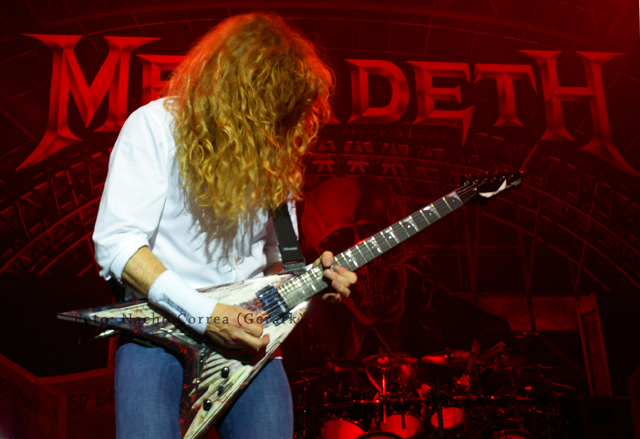
Dean「VMNT」Angel of Dethモデル (2010年)
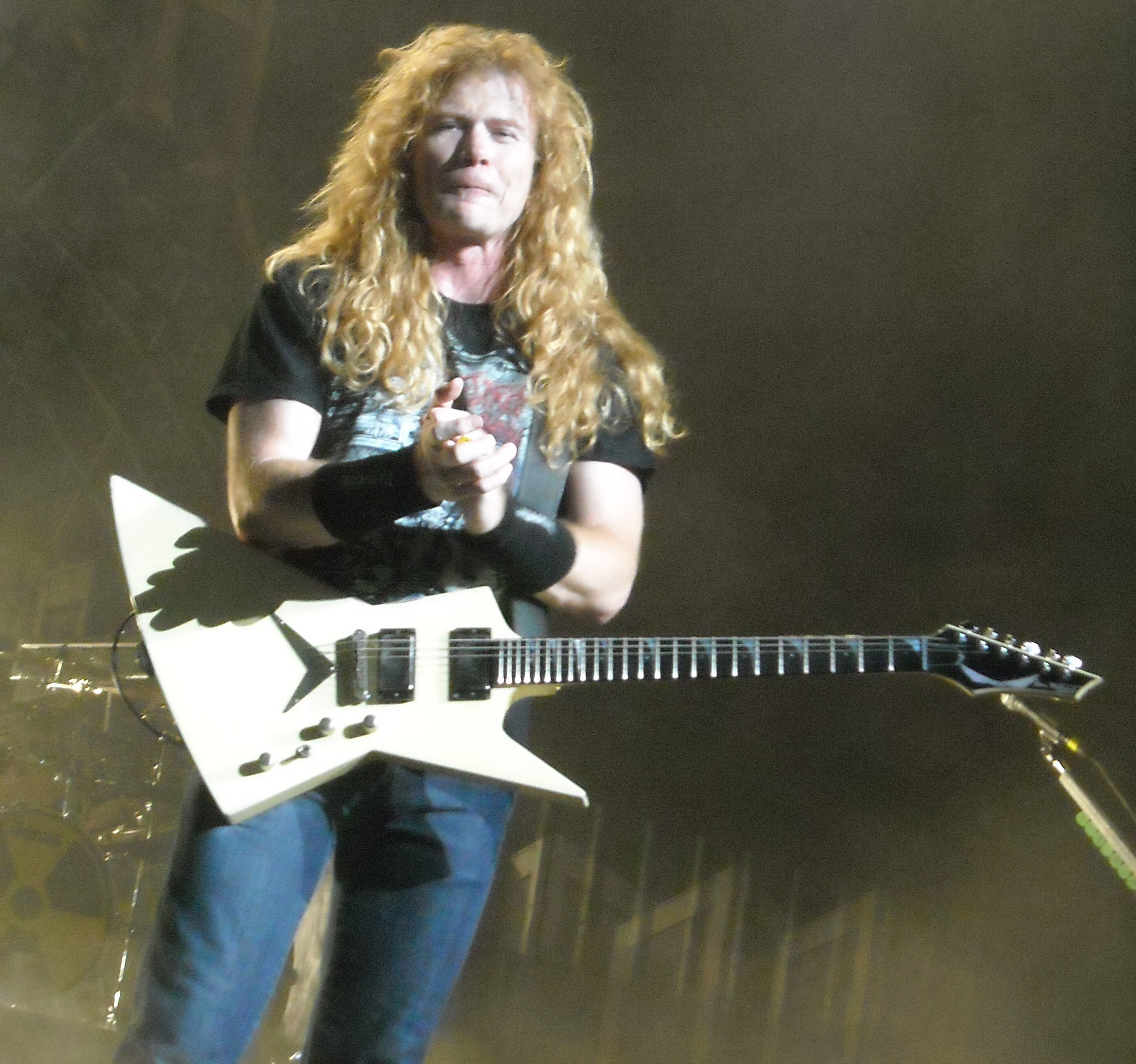
Dean「Zero」シグネチャーモデル (2010年)
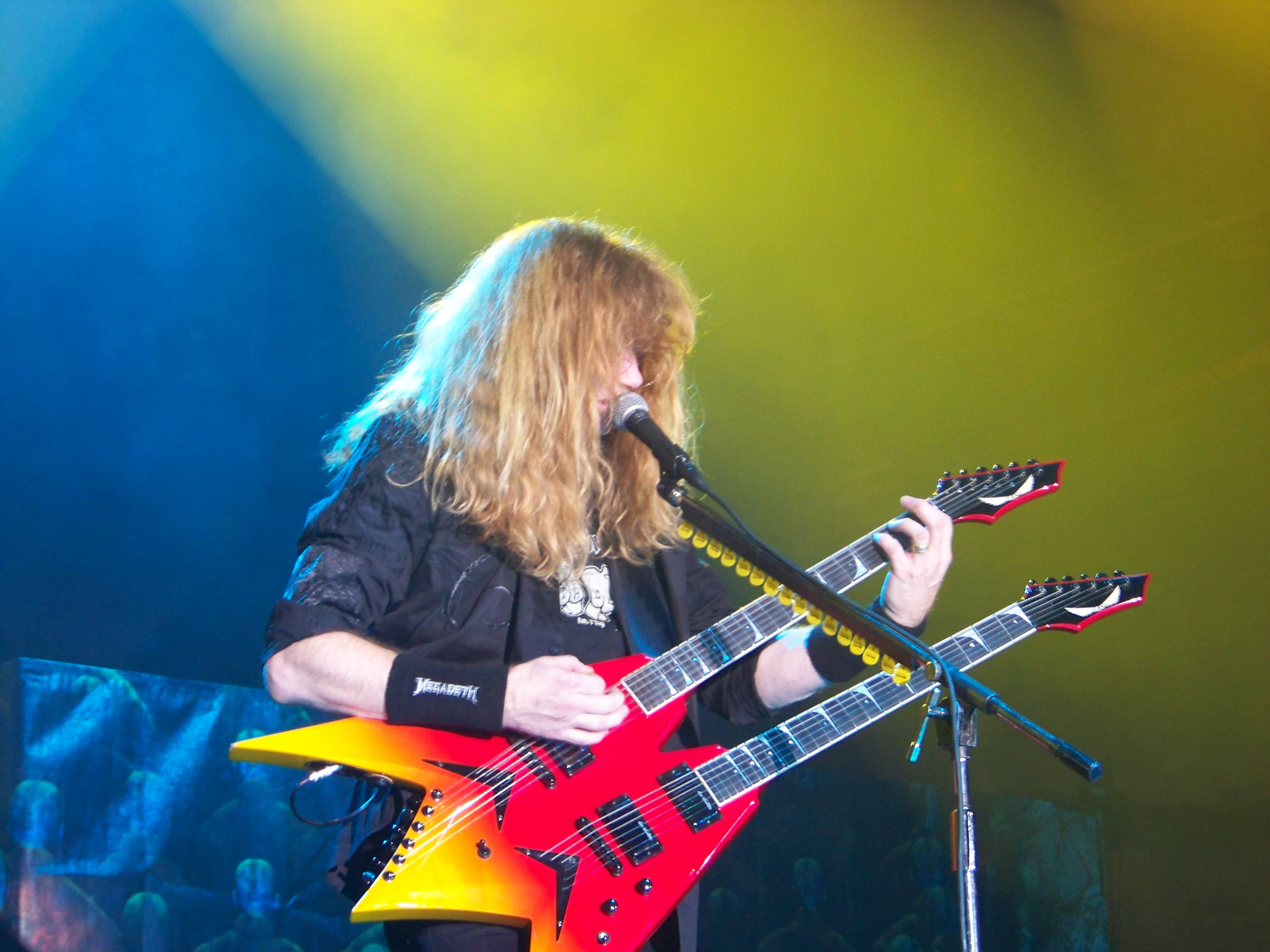
Dean「VMNT」ダブルネック (2011年)
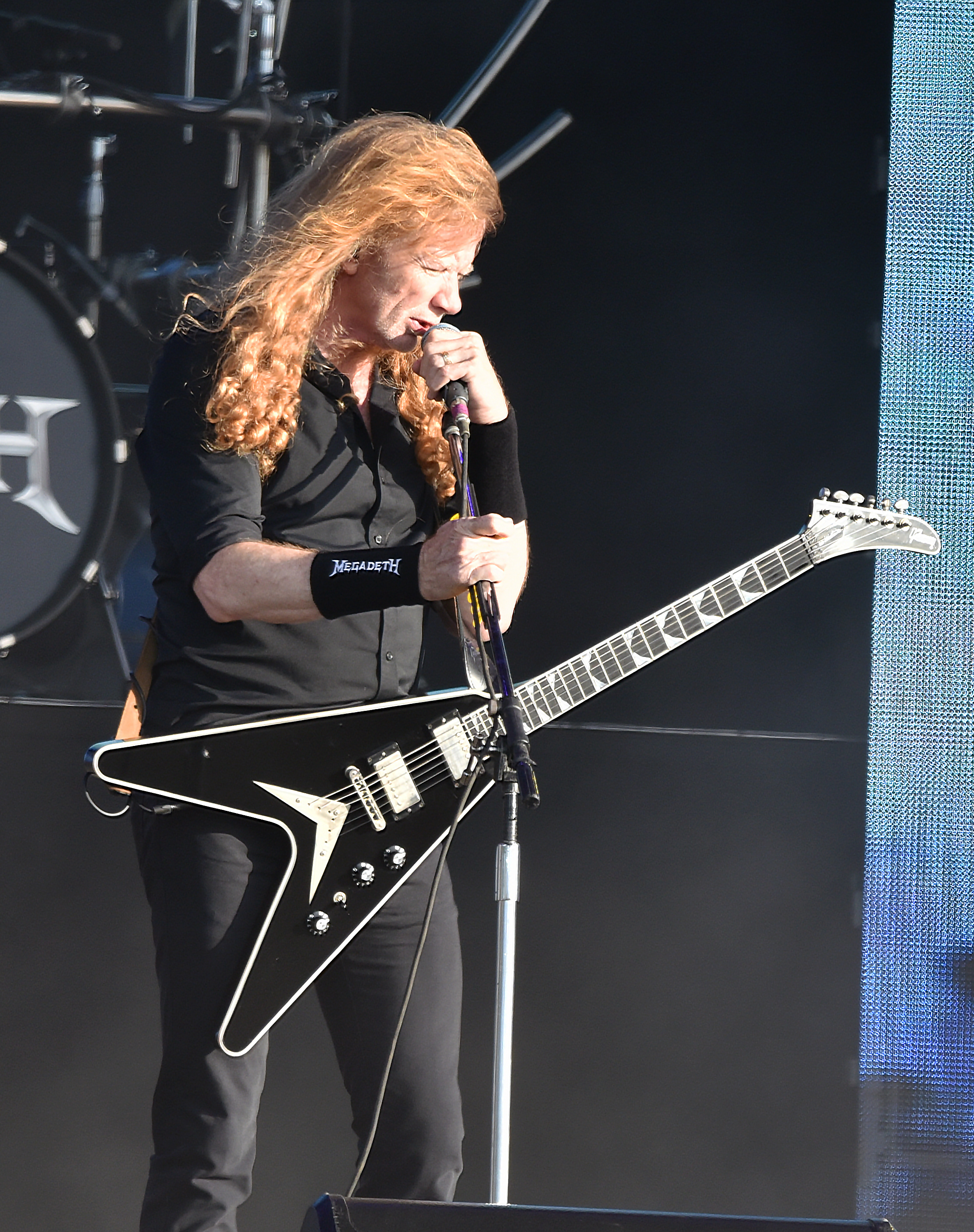
Gibson「デイヴ・ムステイン フライングV EXP」シグネチャーモデル (2023年)

## 評価
「メタリカ」時代はリードギターを務めていたこともあり、ギタリストとしての実力は確かなもので、テクニカルかつ攻撃的なリフと複雑な展開のソロを正確に弾きこなす。ロック・ジャーナリスト、ジョエル・マクアイヴァーの著書「The 100 Greatest Metal Guitarists（100人の偉大なメタル・ギタリスト）」では1位に選ばれている。